# Kazakstan i olympiska vinterspelen 2006
Kazakstan deltog med 55 deltagare vid de olympiska vinterspelen 2006 i Turin. Ingen av landets deltagare erövrade någon medalj.